# Plata alemanya

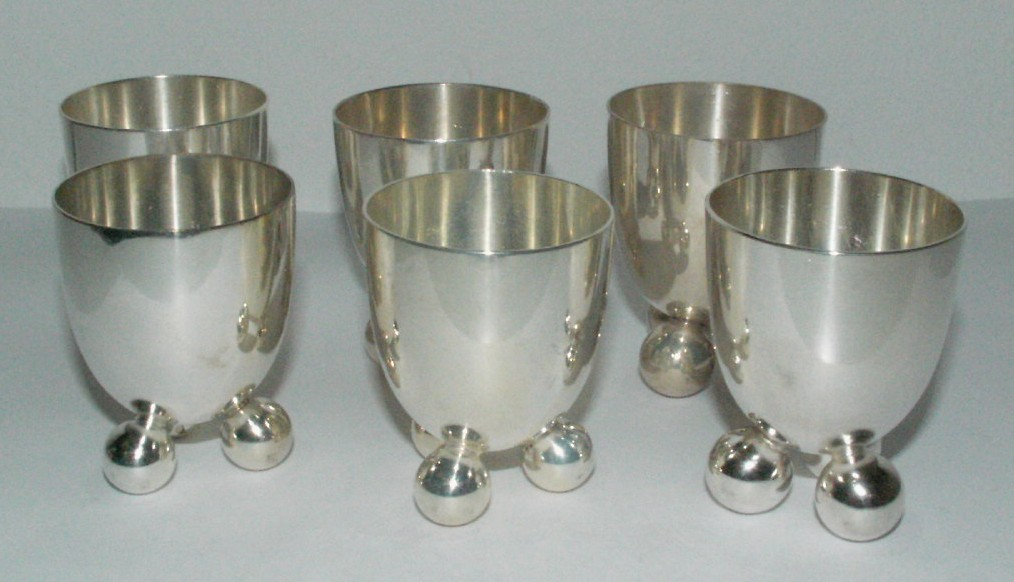
Copes fetes d'alpaca

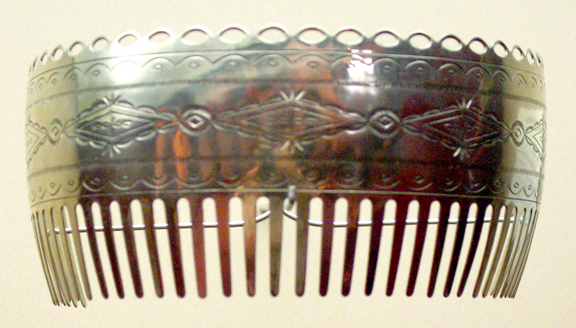
Pinta d'alpaca

La plata alemanya o alpaca és un aliatge de coure, níquel i zinc en una proporció de 57%-64% de coure, 13%-30% de níquel i de 13%-23% de zinc. La composició més corrent és 55% de coure, 25% de zinc i 20% de níquel. La composició segons les normes UNE i AISI per a materials elèctrics i electrònics és de 53% a 56% de coure, de 17% a 19% de níquel i sempre menys de 27% de zinc. És un llautó (aliatge de coure i zinc) amb níquel. És de color semblant al de la plata i pot soldar-se, emmotllar-se i treballar-se fàcilment.
També es coneix com plata de níquel, maillechort o metall blanc. Altres noms podrien ser cuzini, falsa plata o argentum.
Aquests aliatges són inalterables, mal·leables, resistents a la corrosió i amb bones qualitats mecàniques. Les propietats de duresa i conductivitat elèctrica d'aquest metall varien en funció de la proporció de cada un dels elements coure, níquel i zinc en la seva composició. Es poden afegir també petites quantitats de ferro o alumini per a formar materials resistents a la corrosió marina. De vegades se li pot afegir plom.
Les alpaques tractades amb ferro o alumini s'utilitzen àmpliament en la construcció naval, principalment en els condensadors i canonades, així com en la fabricació de monedes. Les alpaques en general s'usen a instruments i accessoris de fontaneria, com per exemple a aixetes, a electricitat, per a fer resistències i contactes elèctrics, a la construcció i ferreteria, a elements decoratius i a les indústries químiques i alimentàries, a més de materials de vaixelles, orfebreria, instruments musicals de vent i molts objectes quotidians, com per exemple cremalleres i bijuteria. Un cop utilitzades, les alpaques es poden reciclar i reutilitzar, separant els components d'aquest metall de la resta, fonent l'alpaca i afegint si cal algun altre element que calgui per a la composició final desitjada, com per exemple, més coure pur.